# Nomada linsleyi
Nomada linsleyi là một loài Hymenoptera trong họ Apidae. Loài này được Evans mô tả khoa học năm 1972.